# Komitat Nagy-Küküllő
Komitat Nagy-Küküllő (węg. Nagy-Küküllő vármegye, rum. Comitatul Târnava-Mare) – komitat Królestwa Węgier, leżący na terenie Siedmiogrodu. W 1910 roku liczył 148 826 mieszkańców, a jego powierzchnia wynosiła 3337 km². Jego stolicą był Segesvár.
Graniczył z komitatami Alsó-Fehér, Kis-Küküllő, Udvarhely, Háromszék, Brassó, Fogaras i Szeben.
W wyniku podpisania traktatu w Trianon w 1920 roku obszar komitatu znalazł się w granicach Królestwa Rumunii.